# Semnopithèque malais
Presbytis femoralis
Espèce
Statut de conservation UICN

 VU  : Vulnérable
Statut CITES
Le Semnopithèque malais (Presbytis femoralis) est un singe de l'ancien monde qui évolue en Asie du Sud-Est. Ce semnopithèque de la famille des Cercopithecidae a encore une taxinomie très discutée, certains auteurs considérant les espèces Presbytis natunae, Presbytis siamensis et Presbytis chrysomelas comme des sous-espèces du semnopithèque malais.

## Répartition

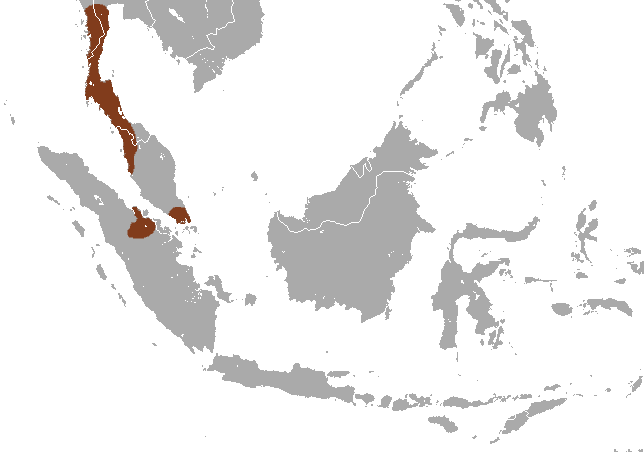
Carte d'Asie du Sud-Est avec zone de répartition en marron

Le semnopithèque à front blanc est endémique de Bornéo. Répartie en péninsule Malaise et à Sumatra.

## Statut de conservation
L'espèce a été déclarée en danger critique de disparition.

## Liste des sous-espèces
Selon Mammal Species of the World (version 3, 2005)  (13 mars 2011) :
- sous-espèce Presbytis femoralis femoralis
- sous-espèce Presbytis femoralis percura
- sous-espèce Presbytis femoralis robinsoni